# دیوانه هواپیما
دیوانهٔ هواپیما (انگلیسی: Plane Crazy) یک فیلم کوتاه کارتونی آمریکایی است که در سال ۱۹۲۸ میلادی منتشر شد.
این نخستین باری بود که شخصیت کارتونی میکی‌ماوس معرفی شد. این کارتون به صورت صامت ساخته شد و برای تماشاگران محدودی در تاریخ ۱۵ مه ۱۹۲۸ به‌نمایش درآمد، اما نتوانست نظر هیچ توزیع‌کننده فیلمی را جلب کند. چندی بعد و در همان سال، والت دیزنی نخستین نسخهٔ صدادار کارتون میکی‌ماوس را به نام کشتی بخار ویلی ارائه کرد که با موفقیت چشمگیری مواجه شد. پس از آن، والت دیزنی کارتون دیوانه هواپیما را به‌صورت صدادار منتشر کرد که مورد استقبال واقع شد.